# Cinquanta sfumature di rosso
Cinquanta sfumature di rosso (Fifty Shades Freed) è un romanzo erotico scritto nel 2012 dalla scrittrice inglese E. L. James (pseudonimo di Erika Leonard). Si tratta dell'ultimo di una trilogia di romanzi.

## Trama
Ana e Christian sono in luna di miele in Europa, su uno yacht. Ma Christian la tiene sotto stretto controllo e si infuria per il costume slacciato, e allo stesso tempo la ricopre di regali sempre più costosi. Ana sopporta l'invadenza del marito, commette qualche piccola disobbedienza, ma più per voglia di essere punita che per una vera ribellione. Quando tornano a casa Christian fa promuovere Ana direttrice della casa editrice dove stava lavorando, e acquista l'azienda per controllare e favorire Ana. Litigano perché Ana vorrebbe tenere il suo cognome da ragazza al lavoro per avere autonomia, ma Christian dice che per lui è fondamentale e lei cede. Nel frattempo acquistano una nuova villa sulla costa, e Ana deve decidere come arredarla. Ana comincia a sfruttare il suo potere, è molto infastidita da tutte le donne che ammirano Christian, compresa Gia, l'architetto della nuova casa. Vanno a fare una vacanza anche con Kate e Eliot, i due sono in crisi, Ana, senza prove, pensa subito che Eliot la tradisca, ma poi lui chiede a Kate di sposarlo. Christian e Ana sono perseguitati da Jack Hyde, che compie una serie di attacchi intimidatori. Hyde e Grey sono entrambi di Detroit ma Christian non riesce a capire quale legame ci sia tra loro. Si scopre che l'intera famiglia Grey è in pericolo. Con un colpo di scena Ana scopre di essere incinta, perché si è dimenticata di fare la puntura anticoncezionale. Christian si arrabbia moltissimo, poi se ne va e torna ubriaco e Ana scopre che ha visto Elena. Ana è molto gelosa di lei. Hyde telefona ad Ana per dirle che ha preso in ostaggio la sorella di Christian e vuole dei soldi. Ana per poter prelevare dal conto è costretta a dire al marito che vuole andarsene a causa del loro litigio. Hyde prende i soldi e picchia Ana, interviene Christian che la stava seguendo. Christian ricorda che per breve tempo lui e Hyde hanno vissuto nella stessa famiglia prima che Christian andasse dai Grey e Hyde è invidioso della sua ricchezza. Christian rivela di aver paura di diventare padre, e si prende cura di Ana. Alla fine dai ricordi di Ana si capisce che hanno avuto un figlio, ne aspettano un altro e vivono felici.

## Personaggi

### Personaggi principali
- Anastasia Grey nata Steele, protagonista del romanzo, studentessa neolaureata, nata il 10 settembre 1989.
- Christian Grey, giovane imprenditore miliardario, nato il 18 giugno del 1983.
- José Rodriguez, caro amico di Anastasia.
- Katherine Kavanagh, ex-coinquilina e amica di Anastasia, giornalista.
- Taylor, autista di Christian Grey.

### Personaggi secondari
- Andrea, segretaria di Christian.
- Barney, informatico, lavora per Christian.
- Beighley, ragazza, secondo pilota di Christian.
- Belinda Prescott, donna della security di Christian.
- Bob, (quarto) marito della madre di Anastasia.
- Carla Adams, madre di Anastasia.
- Caroline Acton, personal shopper di Neiman.
- Carrick Grey, padre di Christian.
- Claire, segretaria, lavora alla reception della SIP, una casa editrice.
- Clayton, famiglia proprietaria di un negozio di ferramenta dove lavorava Ana.
- Claude Bastille, personal trainer di Christian.
- Courtney, direttore editoriale della SIP fa parte della redazione saggistica.
- Elena Lincoln (Mrs Robinson), ex dominatrice di Christian.
- Elisabeth Morgan, direttore delle risorse umane della SIP, una casa editrice.
- Elliot Grey, fratello di Christian.
- Ethan Kavanagh, fratello di Kate.
- Franco De Luca, parrucchiere del salone di bellezza di Christian.
- Gia Matteo, architetto, amica di Elliot.
- Grace Trevelyan-Grey, madre di Christian Grey.
- Greene, dottoressa di Christian.
- Greta, receptionista del salone di bellezza di Christian.
- Gretchen, domestica che lavora a casa di Carrick Grey.
- Gwen, compagna di Ros.
- Hannah, assistente di Ana alla SIP.
- Jack Hyde, direttore editoriale della SIP, una casa editrice.
- Jerry Roach, presidente della SIP.
- Jones (Mrs), domestica di Christian Grey.
- John, commesso part-time al negozio di Clayton.
- John Flynn, psicologo di Christian.
- Kay Bestie, vicepresidente della SIP.
- Leandra, cameriera all'International House of Pancakes.
- Leila, ex sottomessa di Christian, ossessionata da lui e Anastasia.
- Levi, compagno di corso di inglese di Anastasia e Kate, fotografo del giornale studentesco.
- Luke Sawyer, una delle guardie del corpo di Christian.
- Mark Benson, pilota del trainatore dell'aliante di Christian.
- Mia, sorella di Christian.
- Patrick, commesso part-time al negozio di Clayton.
- Paul Clayton, fratello più giovane dei Clayton.
- Ray, patrigno di Anastasia, secondo marito di sua madre.
- Rhian, moglie di John Flynn.
- Ros, vice di Christian alla GEH.
- Ryan, una delle guardie del corpo di Christian.
- Sophie, figlia di Taylor.
- Stephan, pilota d'aereo di Christian.
- Steve Paton, primo ragazzo di Kate.
- Theo, nonno di Christian Grey.
- Travis, amico di José.
- Troy Whelan, direttore della banca di Christian.
- Welch, dipendente di Christian, consulente per la sicurezza.
- Theodore Raymond Grey, figlio di Anastasia e Christian
- Phoebe Grey, figlia di Anastasia e Christian
- Ava Grey, figlia di Kate ed Elliot